# عبد الحي حبيبي
عبد الحي حبيبي هو كاتب وصحفي وشاعر وسياسي أفغاني، ولد في 1910 في قندهار في أفغانستان، وتوفي في 9 مايو 1984 في كابل في أفغانستان. انتخب عضو مجلس الشعب الأفغاني ‏.

## وصلات خارجية
- الموقع الرسمي